# Краггеруд, Альма
Альма Краггеруд (нор. Alma Kraggerud; 2006, Норвегия) — норвежская скрипачка, бронзовый призер конкурса Евровидение для молодых музыкантов 2022.

## Биография
Краггеруд начала играть на скрипке в возрасте пяти лет и уже в девять лет выступала в качестве солиста с оркестром Норвежского радио. С тех пор она выступала как солистка с симфоническим оркестром Ставангера, Арктическим филармоническим оркестром, штабным оркестром Вооруженных сил Норвегии и Вроцлавским филармоническим оркестром.
В 2022 году, в возрасте 16 лет, она также была удостоена премии памяти Ойвинда Берга и стипендии от Мемориального фонда Онуна Лунд Рея за ее творчество как композитора и музыканта.
Анна Серафин Краггеруд была объявлена победительницей конкурса солистов-инструменталистов NRK "Виртуозы 2022". Одновременно она получила награду "Норвежский солист" за сольный концерт на Международном фестивале в Бергене и денежный приз в размере 100 000 норвежских крон. Эта молодая скрипачка также представляла Норвегию на Международных конкурсах молодых музыкантов, где заняла третье место.